# Arqueologia medieval

A Arqueología medieval tem como fim estudar as sociedades medievais à luz da documentação material. Apesar de seus antecedentes serem rastreados desde o século XIX, só adquiriu um estatuto científico autônomo a partir da segunda metade do século XX.